# José Gonzalvo Vives

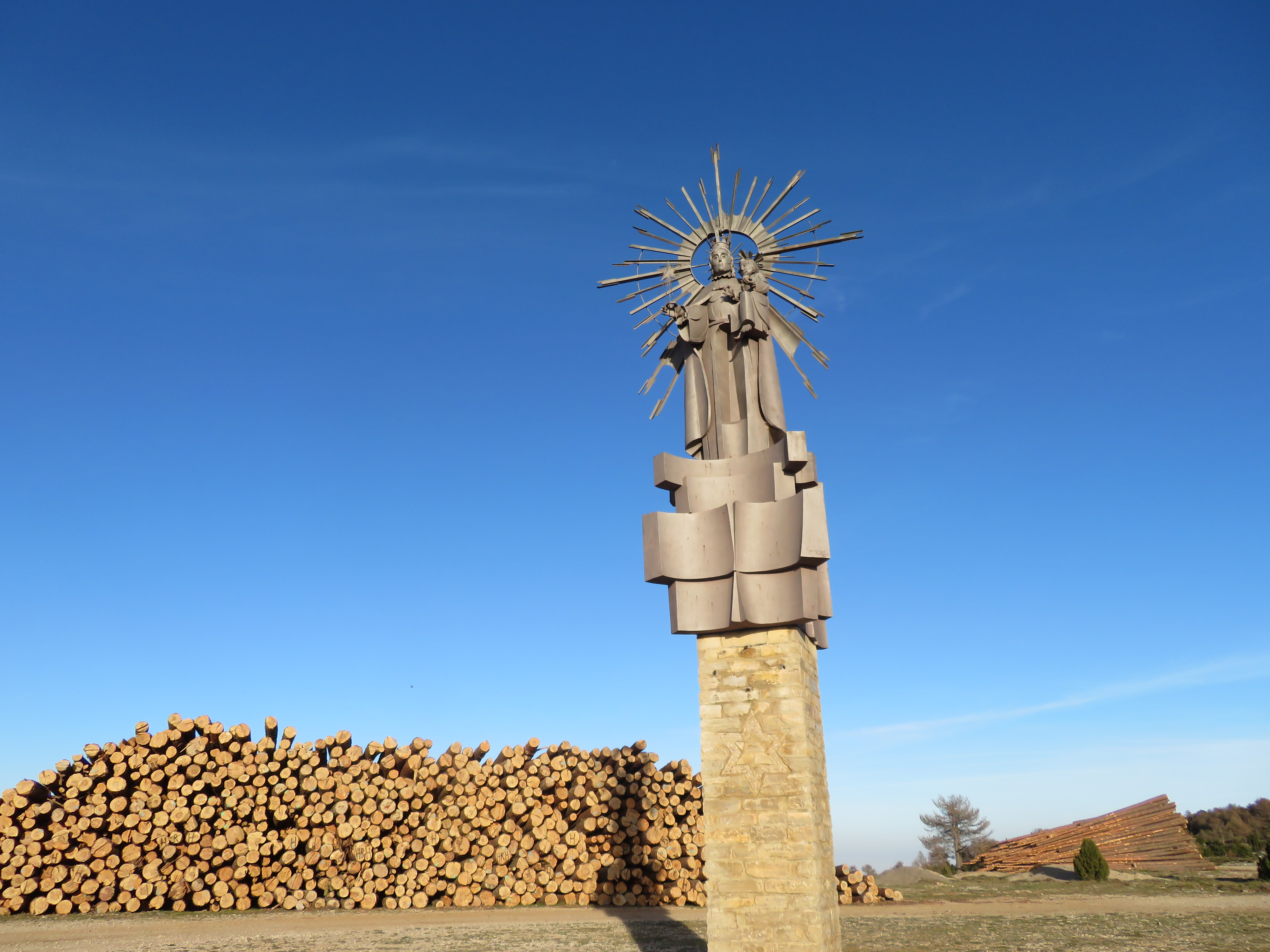
Virgen de La Estrella, obra del escultor de Rubielos de Mora, José Gonzalvo Vives.

José Gonzalvo Vives (Rubielos de Mora, 27 de julio de 1929-Valencia, 22 de noviembre de 2010) fue un escultor español.

## Obras

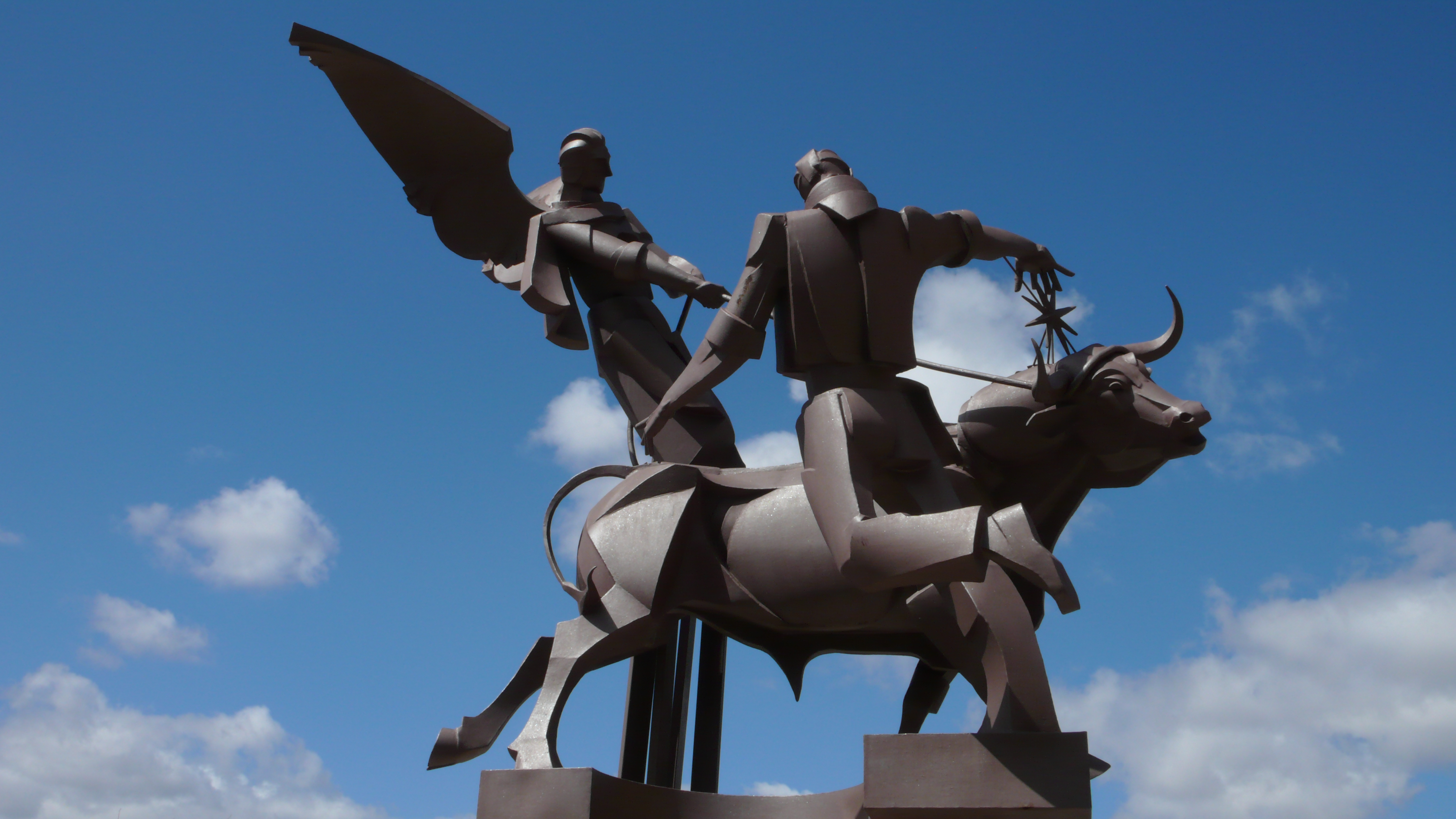
Monumento a la vaquilla en Teruel

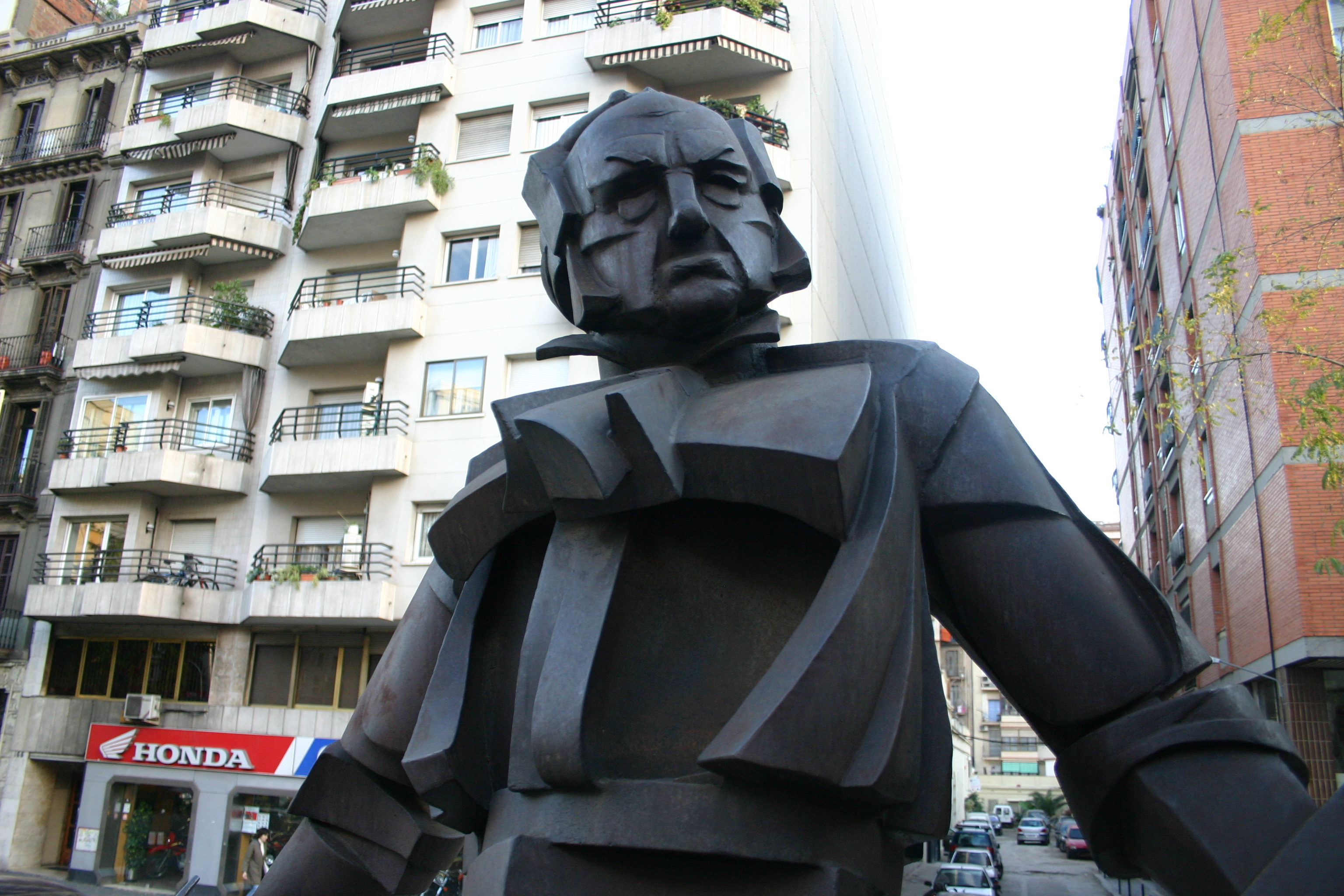
Detalle del retrato a Goya en Los aragoneses a Goya de Barcelona

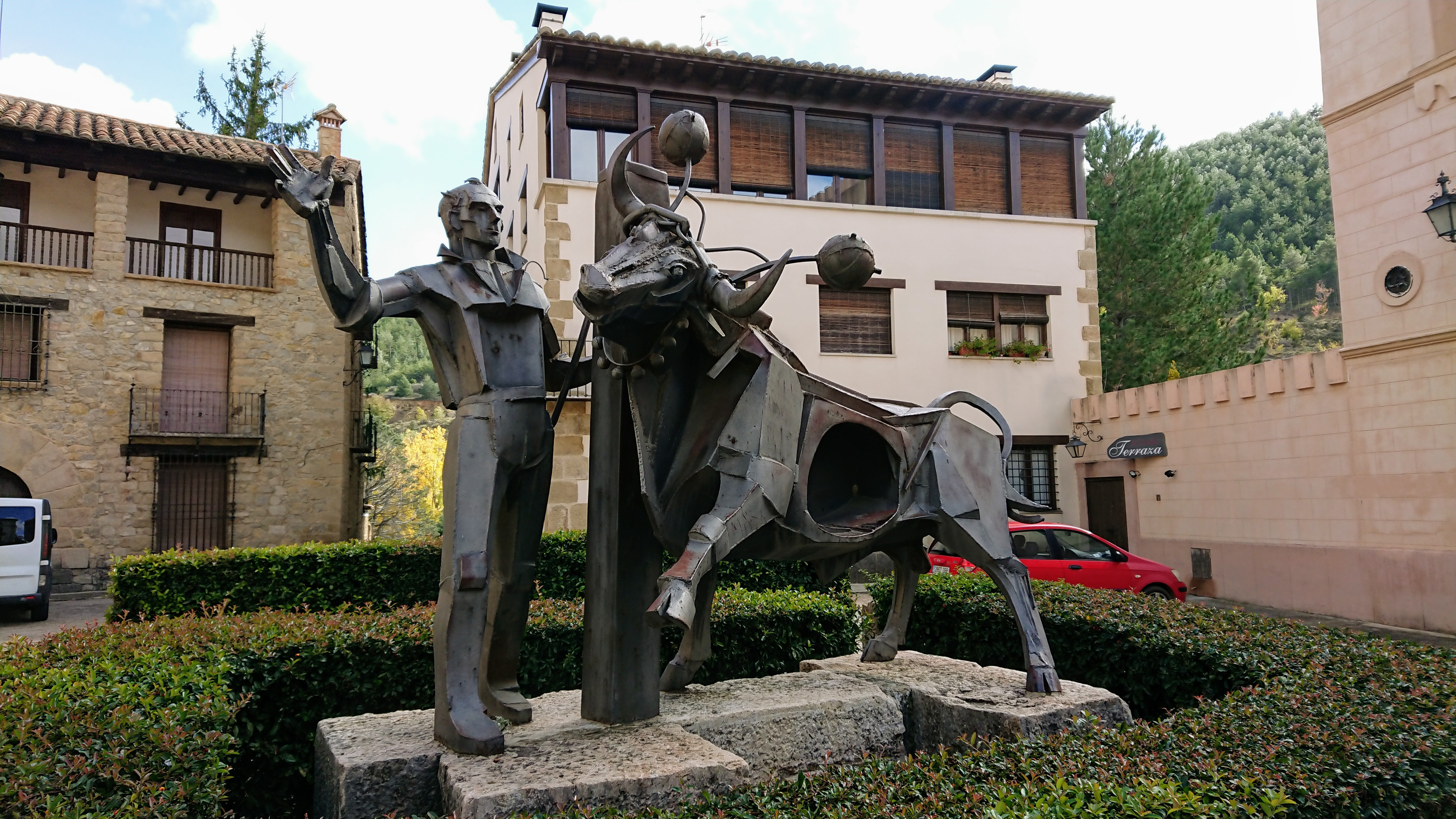
Monumento al toro embolao en Rubielos de Mora, localidad natal del escultor

Entre las mejores y más conocidas obras de José Gonzalvo Vives se incluyen las siguientes:
- Alfonso II, en Teruel, situado en la rotonda de la salida a Valencia, Avda. de Sagunto.
- Monumento al Labrador y al Minero, en Andorra (Teruel)
- «Monumento al Minero», escultura situada en la plaza del Ayuntamiento de Utrillas.
- Escultura de Joaquín Costa en Zaragoza
- Busto de Goya en Fuendetodos
- A Goya, Barcelona.
- Monumento al toro embolao, Rubielos de Mora.
- Monumento al nacimiento del río Tajo, Frías de Albarracín, Teruel.
- Diversas esculturas para la Iglesia parroquial  de la Asunción de Benasal, en la provincia de Castellón.

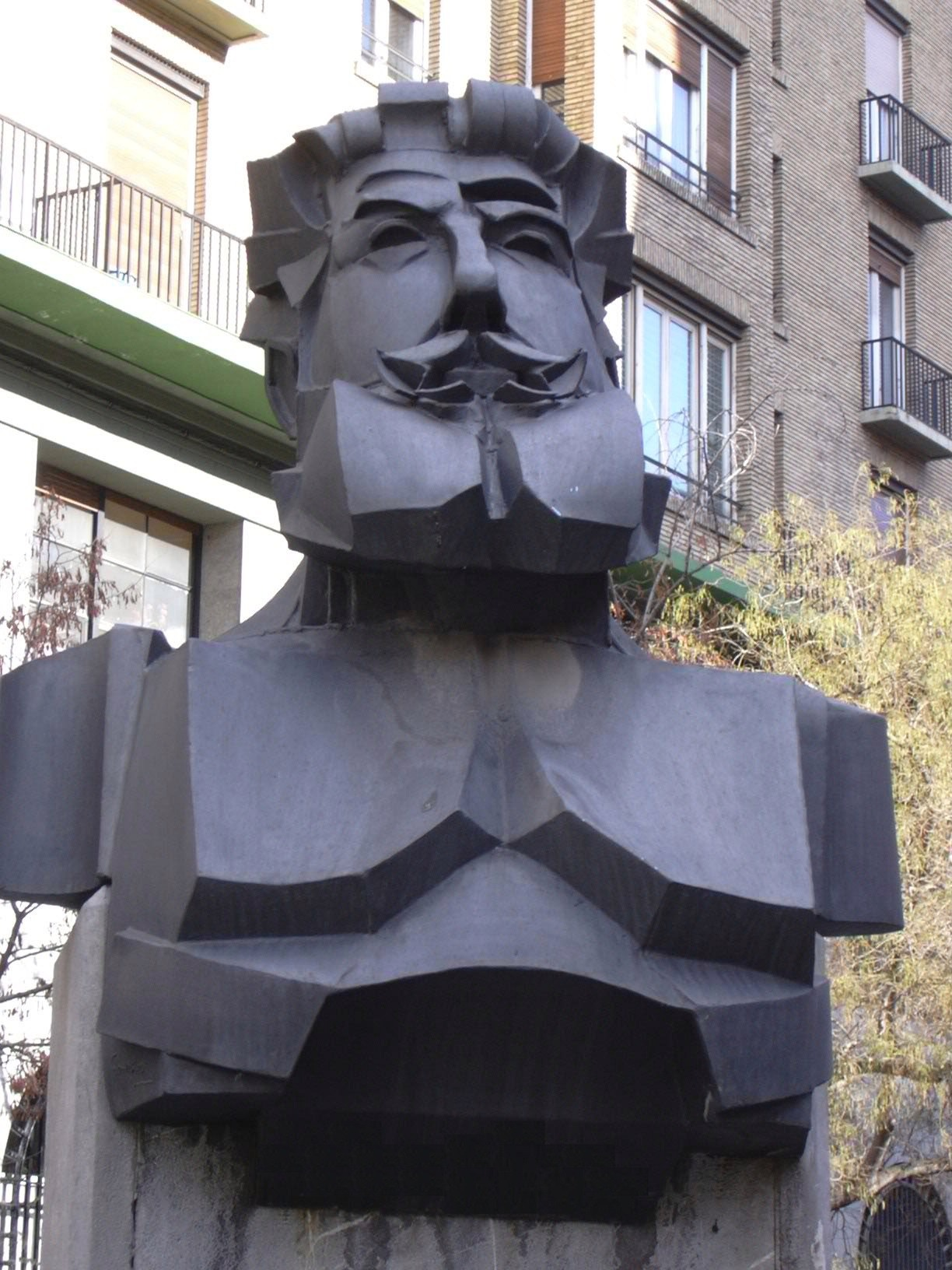
Zaragoza - Monumento a Joaquín Costa.
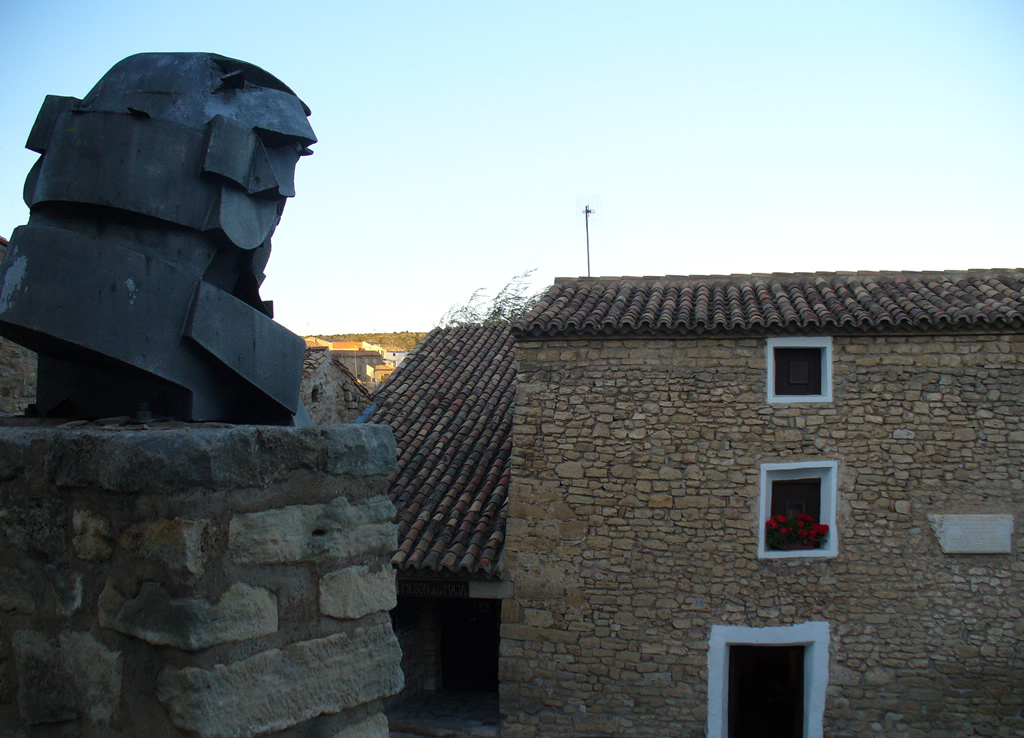
Busto de Francisco de Goya frente a su casa natal en Fuendetodos, Zaragoza.
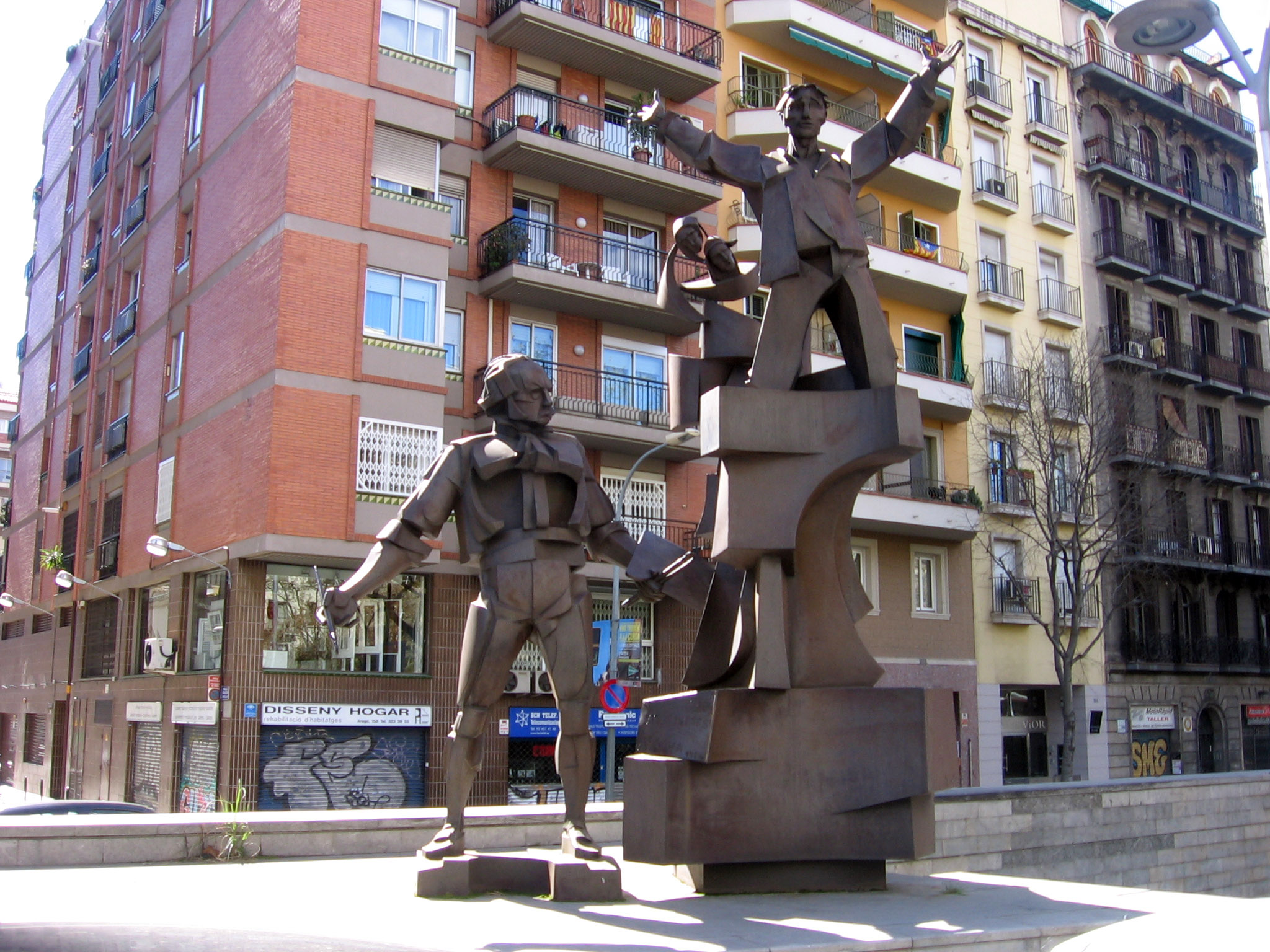
A Goya, Barcelona.
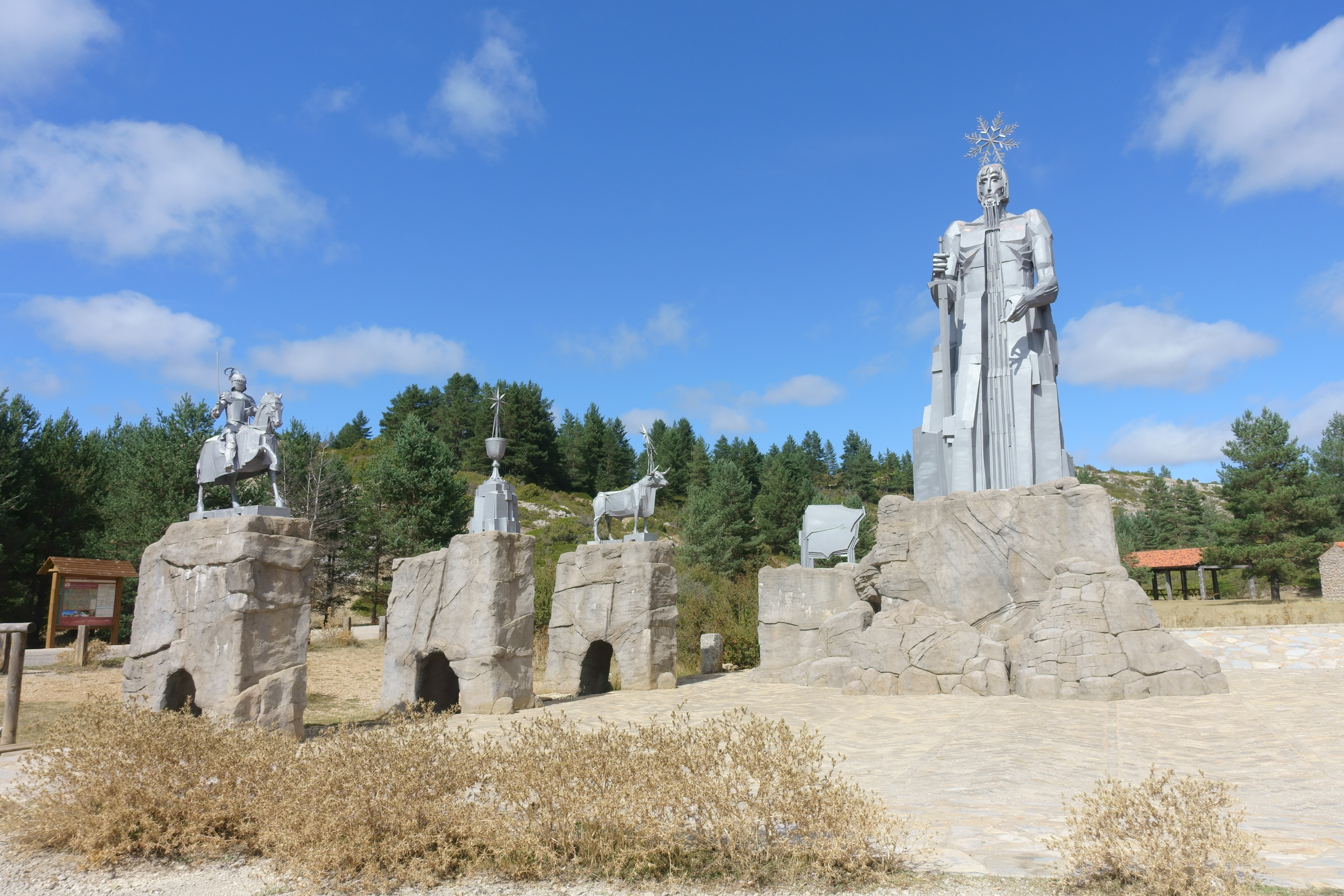
Monumento al nacimiento del río Tajo (1974), Frías de Albarracín, Teruel.

- Monumento a San Jorge, Alcoy, Alcoy.